# Bytom Odrzański (gmina)
Bytom Odrzański – gmina miejsko-wiejska w województwie lubuskim, w powiecie nowosolskim. W latach 1975–1998 gmina położona była w województwie zielonogórskim.
Siedziba gminy to Bytom Odrzański.
Według danych z 30 czerwca 2004 gminę zamieszkiwało 5361 osób.

## Ochrona przyrody
Na obszarze gminy znajduje się rezerwat przyrody Annabrzeskie Wąwozy chroniący naturalne zróżnicowanie ekosystemów leśnych z zachowaniem cennych gatunków flory i fauny.

## Struktura powierzchni
Według danych z roku 2002 gmina Bytom Odrzański ma obszar 52,41 km², w tym:
- użytki rolne: 56%
- użytki leśne: 32%

Gmina stanowi 6,8% powierzchni powiatu.

## Demografia

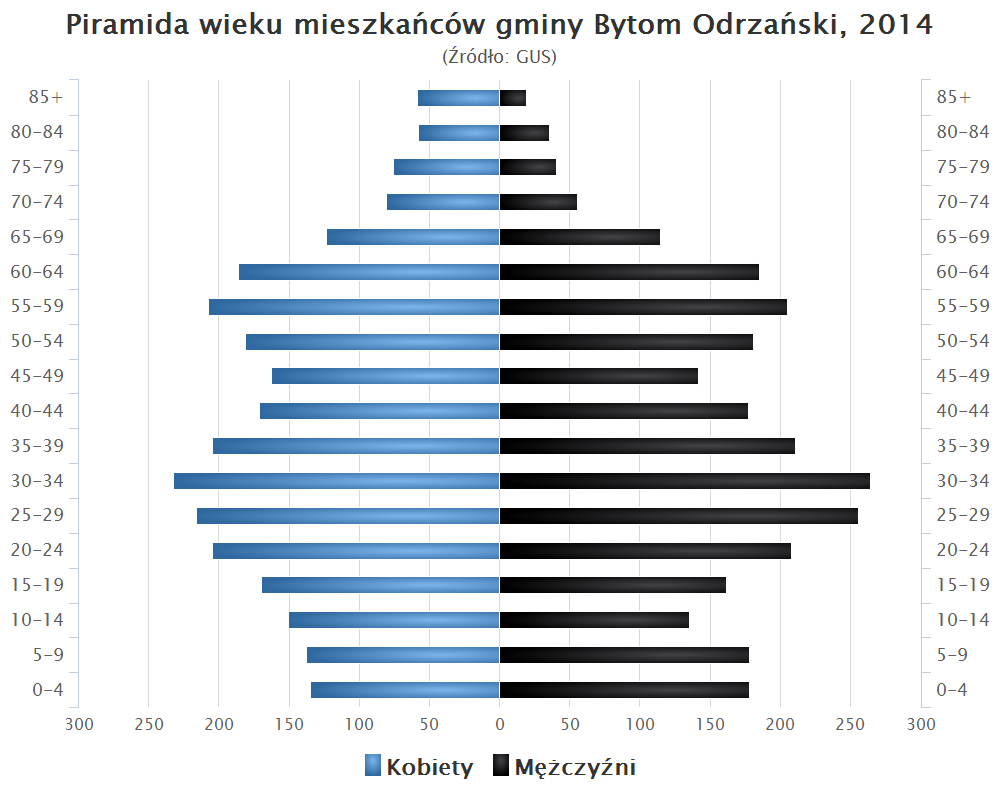
Piramida wieku mieszkańców gminy Bytom Odrzański w 2014 roku

Dane z 30 czerwca 2004:
| Opis                              | Ogółem | Ogółem | Kobiety | Kobiety | Mężczyźni | Mężczyźni |
| --------------------------------- | ------ | ------ | ------- | ------- | --------- | --------- |
| jednostka                         | osób   | %      | osób    | %       | osób      | %         |
| populacja                         | 5361   | 100    | 2730    | 50,9    | 2631      | 49,1      |
| gęstość zaludnienia (mieszk./km²) | 102,3  | 102,3  | 52,1    | 52,1    | 50,2      | 50,2      |

## Sąsiednie gminy
Nowa Sól, Nowe Miasteczko, Siedlisko, Żukowice